# Suffrage Hikes

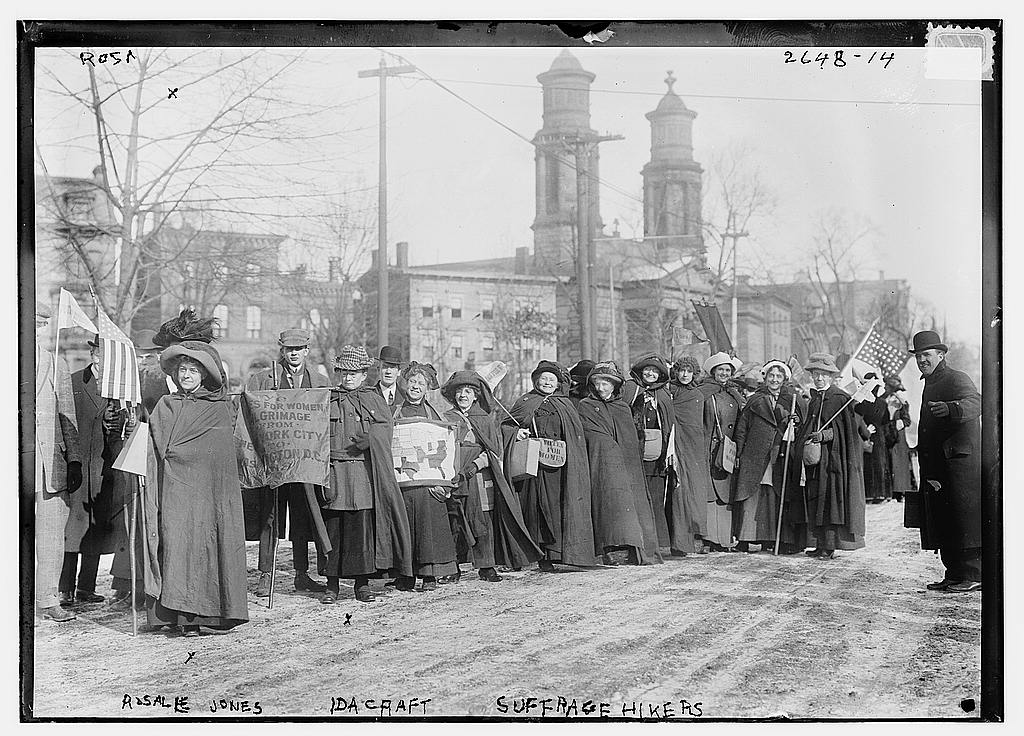
Rosalie Gardiner Jones e Ida Craft in marcia.

Le Suffrage Hikes (marce per il suffragio) furono azioni dimostrative condotte tra il 1912 e il 1914 da alcune suffragette statunitensi. Rosalie Gardiner Jones organizzò la prima marcia che, partita da Manhattan il 16 dicembre 1912, raggiunse Albany il 28 dicembre. La seconda marcia coprì il percorso da New York a Washington di 230 miglia (370 chilometri) in 17 giorni.

## Partecipanti

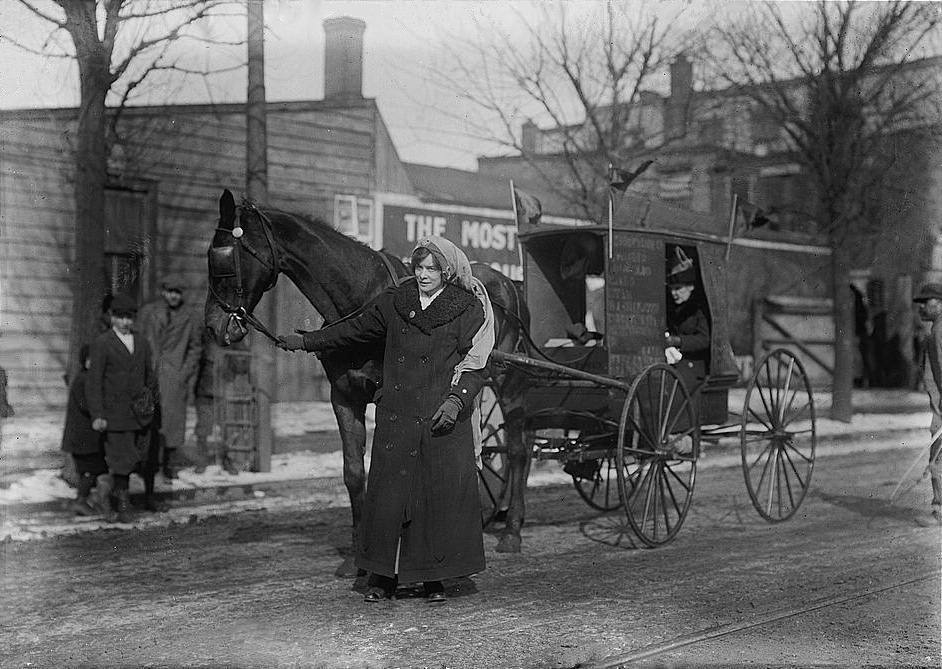
Elisabeth Freeman nel 1913.

Le maggiori partecipanti alle marce, e le sole che coprirono l'intera distanza, furono la giornalista Emma Bugbee, Ida Craft (soprannominata "il Colonnello"), Elisabeth Freeman, e Rosalie Gardiner Jones, indicata come "il Generale".

## Marcia New York-Albany del 1912
La prima marcia avvenne tra Manhattan, lasciata il 16 dicembre 1912 alle 9:40 del mattino, e Albany, raggiunta il 28 dicembre, alle 4 del pomeriggio. Furono percorse 170 miglia (273 chilometri) in tredici giorni, affrontando le avversità atmosferiche, incluse pioggia e neve durante il percorso. Alla partenza si era radunata una folla di 500 donne e vari giornalisti e furono in 200 a mettersi in cammino (sebbene furono poi meno di una decina a percorrere l'intera marcia).
Durante il percorso, le suffragette distribuirono volantini e tennero discorsi.

## Marcia New York-Washington del 1913

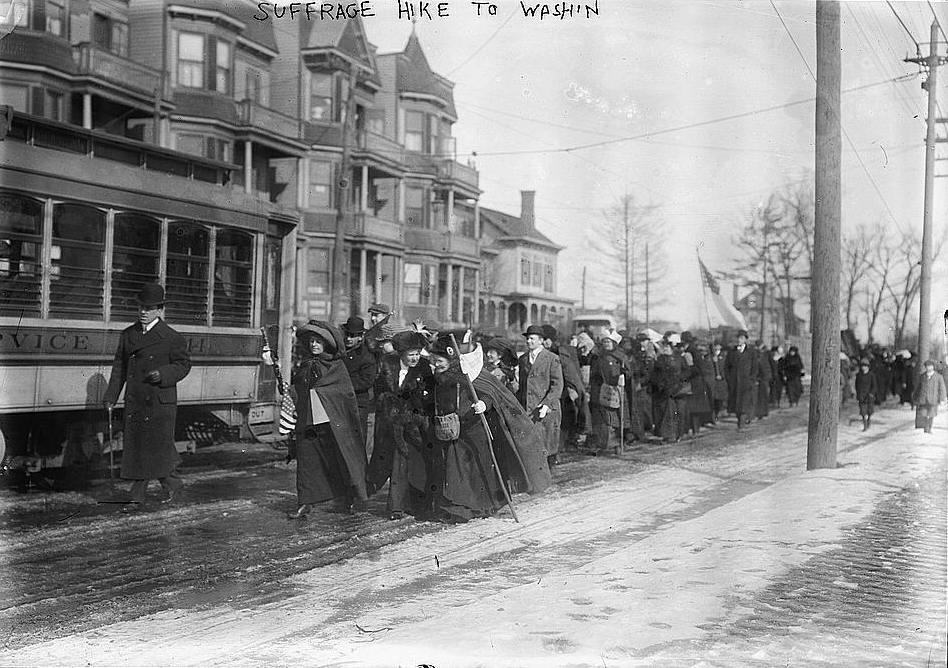
Suffragette in marcia a Newark, New Jersey, nel 1913.

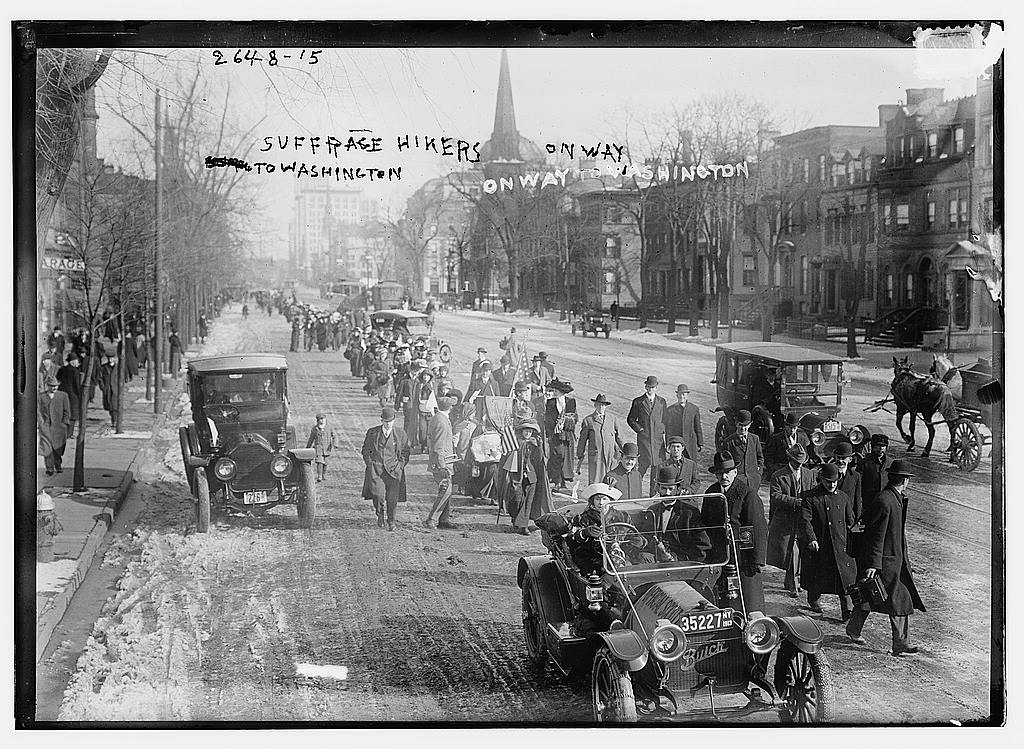
Una seconda immagine della marcia scattata a Newark.

Il 21 febbraio 1913 ebbe inizio una seconda marcia, che da New York avrebbe raggiunto Washington percorrendo 230 miglia (370 chilometri) in 17 giorni. Partirono sedici "pellegrine per il suffragio" (suffrage pilgrims), alcune delle quali furono sostituite nel percorso. Il giornale della Woman Suffrage Association dello stato di New York che seguì l'iniziativa, la descrisse così:
Elizabeth Freeman compì la marcia indossando abiti gitani e guidando un carretto giallo, trainato da un cavallo denominato Suffragette; la marcia fu parzialmente filmata nel documentario On to Washington (1913).

### Itinerario
La partenza avvenne dall'Hudson Terminal di New York, alle 9:00 del 12 febbraio 1913. Dopo aver attraversato Newark, Elizabeth e Rahway nel New Jersey, fu raggiunto Metuchen nella notte, dopo aver percorso 28 miglia (45 chilometri)
Le tappe successive toccarono New Brunswick, Princeton, Trenton e Filadelfia. Baltimora fu raggiunta il 25 febbraio. Il giorno seguente, a Laurel, nel Maryland, furono raggiunte da un gruppo di suffragette afroamericane ed insieme inviarono una bandiera e un messaggio al neoeletto presidente Woodrow Wilson, che avrebbe dovuto precedere il loro arrivo. Arrivarono a Washington il 1º marzo, con l'obiettivo di partecipare alla manifestazione in favore del suffragio femminile del 3 marzo che disturbò l'arrivo in città, in previsione della cerimonia d'insediamento come presidente del giorno seguente, di Woodrow Wilson.